# Jatropha sympetala
Jatropha sympetala là một loài thực vật có hoa trong họ Đại kích. Loài này được S.F.Blake & Standl. mô tả khoa học đầu tiên năm 1920.